# 斯特拉斯堡
斯特拉斯堡（法語：Strasbourg，[stʁasbuʁ] ⓘ，[ˈʃtʁaːsbʊʁk] ⓘ，[ˈʃd̥ʁɔːsb̥uʁi] ⓘ）是法国大東部大區、阿尔萨斯欧洲集体與下莱茵省的首府，位於法国国土的东端，与德国的巴登-符腾堡州凱爾隔莱茵河相望。全市人口約27萬，城市圈人口則超过64万，是法国东北部人口最多的城市，按2010年人口也是法国人口第九多的城市。
斯特拉斯堡属于法国，但是在历史上，此地的主權曾多次交替由德国和法国拥有，因而在語言和文化上兼有法国和德国的特点，是这两种不同文化的交汇之地。谷登堡、加尔文、歌德、莫扎特、巴斯德等德意志和法兰西文化名人都曾在斯特拉斯堡居留。
斯特拉斯堡也是众多国际组织总部所在地的城市。斯特拉斯堡與比利时的首都布鲁塞尔一樣，驻有欧盟的许多重要机构，包括欧洲委员会、欧洲人权法院、欧洲委员会反腐败国家集团、欧洲军团、欧洲视听观察组织以及欧洲议会的所在地，因此被誉为欧盟的“第二首都”。斯特拉斯堡是欧洲议会的所在地，尽管每个月只在斯特拉斯堡举行四天会议，其他主要事务则在布鲁塞尔处理。议会大厦建于1998年，是世界上最大的议会建筑。
斯特拉斯堡是法国乃至西欧公路、铁路和内河航运的重要中心。斯特拉斯堡港是莱茵河沿线的第二大港口，仅次于德国的杜伊斯堡。该市也是莱茵河航运中央委员会的驻地。
斯特拉斯堡的历史中心位于伊尔河两条支流环绕的大岛，这一区域拥有中世纪以来的大量精美建筑，包括斯特拉斯堡大教堂與小法兰西，1988年被联合国教科文组织列为世界文化遗产，这也是首次有一个城市的整个市中心区域获此荣誉。

## 名称
斯特拉斯堡在古代叫做阿根托拉特。这个名字来自于最早居住在此的凯尔特人的语言，然而自罗马人占领了这一地区后也一直使用，其意思是伊尔河边的山丘，延伸有“河边之城”之意。5世纪末时日耳曼人重建此城，并取名为（由与组合而成），意为“道路上的城市”，因为在日耳曼时期，斯特拉斯堡位于东西横跨莱茵河的交通要道边上。现今斯特拉斯堡的名称是日耳曼语言的法语化。德语中的斯特拉斯堡写作，而是街道的意思，是城堡的意思。

## 歷史
斯特拉斯堡地处莱茵河边，周围河道交错，水力资源丰富。然而，古代的斯特拉斯堡并不是一处宜居之地。但是斯特拉斯堡的地理位置（横渡莱茵河的重要路口）使得古代人类很早就开始开发这一地区。最早的有迹可查的人类活动可以追溯到公元前3000年的新石器时代晚期。青铜时代末期（公元前1200年左右）出现了以修筑木排的方式在沼地居住的人群。然而之后数百年中水位的高涨使得斯特拉斯堡地区变得无人居住。直到公元前600至450年该地才又一次迎来固定的居民。数千年的开发令斯特拉斯堡地区的环境得以改善。考古学的发掘表明，公元前1至2世纪时，现今斯特拉斯堡主教座堂的地方可能是一座庙宇，而旁边还有一定规模的集市。
公元前1世纪后期，罗马帝国逐步占领高卢。公元前12年至10年，罗马帝国在斯特拉斯堡所在的地方建立了一个军事哨所，并起名为阿根图拉腾，属于上日耳曼行省。这与德鲁苏斯（尼禄的祖父）在莱茵河沿岸建立一系列军事要塞（Castella Drusiana）的行动有关。自从4世纪起，该市就成为斯特拉斯堡总主教的驻地。357年，阿勒曼尼人在斯特拉斯堡战役中与罗马作战，被后来的罗马皇帝尤利安击败，他们的国王也被俘。366年1月2日，大批阿勒曼尼人穿过封冻的莱茵河，入侵罗马帝国。  

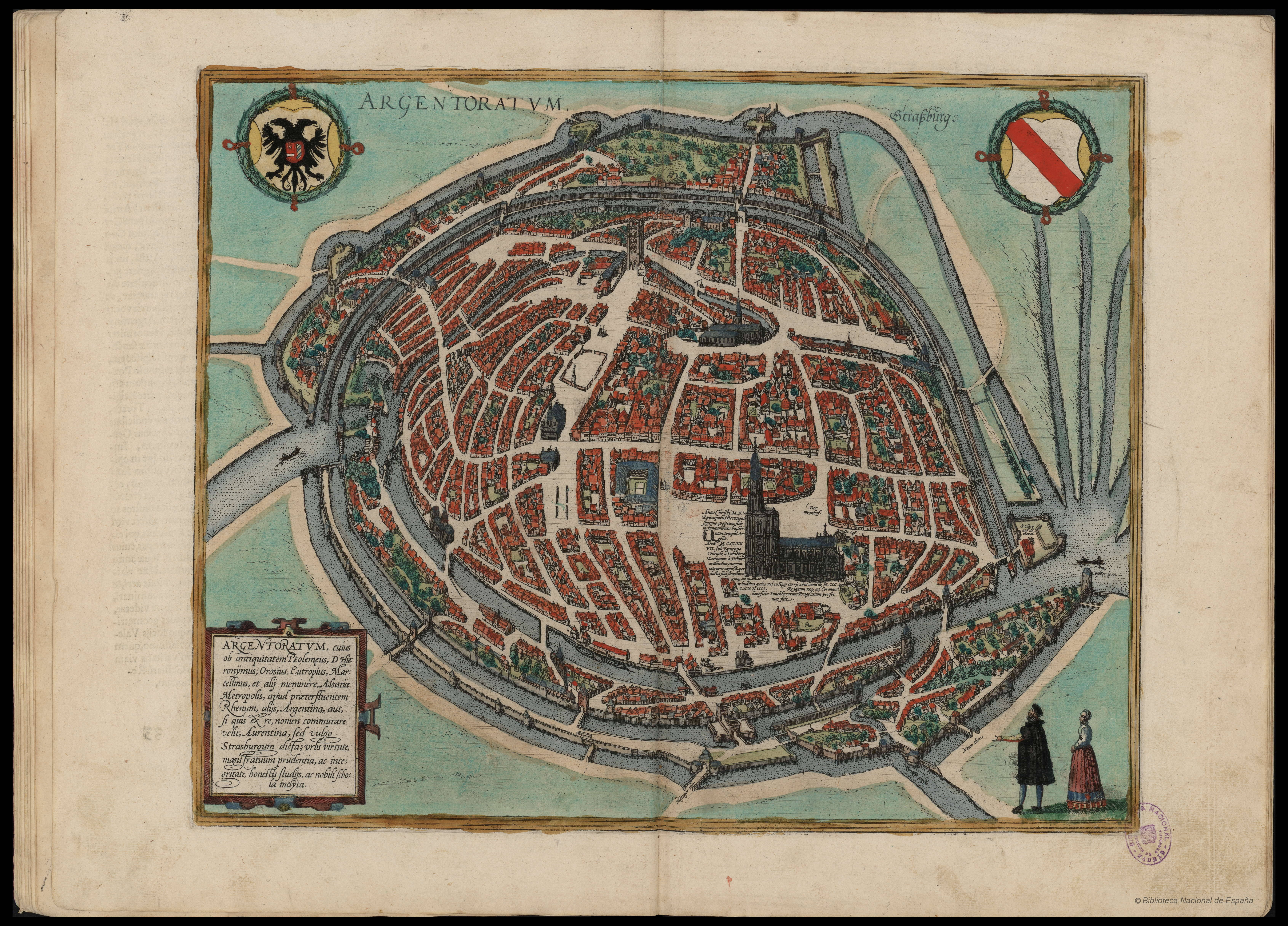
1572年地图

5世纪初，阿勒曼尼人已经穿过莱茵河，征服并定居在今天阿尔萨斯和瑞士大部分地区。 
在5世纪，该市接连被阿勒曼尼人、匈人和法兰克人占领。842年，包括三种文本（拉丁文、德文和一种古法文）的斯特拉斯堡誓言在此签署。923年，洛林公爵将斯特拉斯堡交给德国国王亨利一世，神圣罗马帝国控制了这个重要的商业中心。在斯特拉斯堡的早期历史中，总主教与市民之间发生过长期的冲突。1262年，市民一方获得胜利，国王士瓦本的腓力普恩准斯特拉斯堡获得帝国自由城市的地位。1332年革命后，同业公会广泛参与城市管理，斯特拉斯堡宣布成立共和国。1348年的黑死病后，1349年2月14日，发生了可怕的大屠杀，2,500-3,000名犹太人被公开烧死，其余人被驱逐出该市 。在必须离开城市的时刻，传令官吹响了法国号。直到18世纪末，还不准许犹太人在晚上10点以后留在市内。

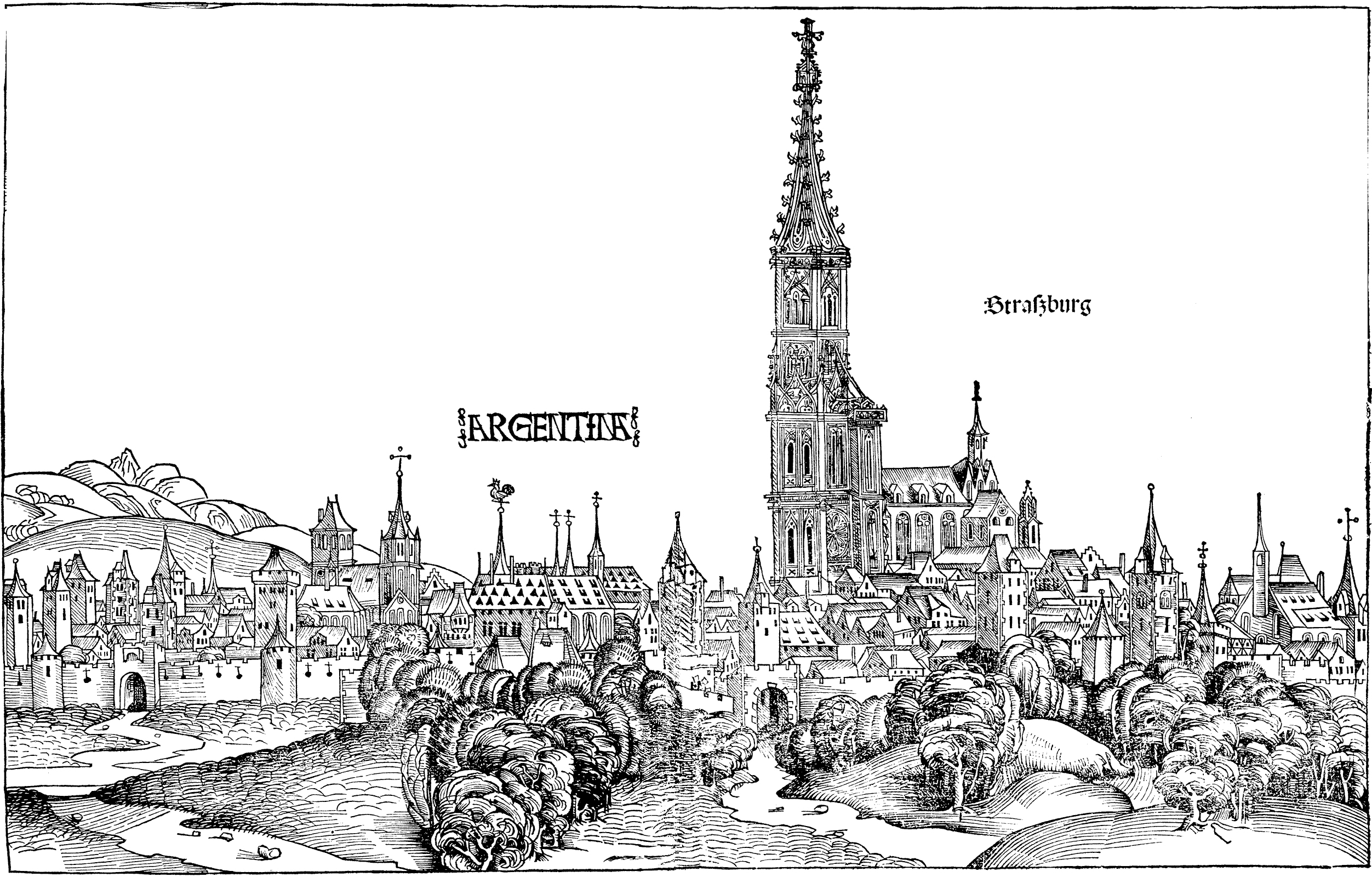
1493年的城市和主教座堂

斯特拉斯堡主教座堂始建于12世纪，到1439年才基本完成（南塔楼尚未完工），当时是世界最高的建筑，超过了吉萨大金字塔。1520年代宗教改革期间，该市接受了馬丁·路德的教导，他的追随者在下一个世纪创建了斯特拉斯堡大学，新教清除偶像的主张导致许多天主教堂和修道院被毁。斯特拉斯堡是人文主义学术中心和神圣罗马帝国早期的印刷中心，它在知识与政治方面，对新教在德国西南部确立其地位产生了重大影响。1530年，在帝国奥格斯堡会议上， 斯特拉斯堡和另外4个自由城市一起呈递了一份表明他们新教信仰的信条，不过与他们呈交给查理五世的奥格斯堡信纲略有不同。
16世纪初，神圣罗马帝国宪法改革以后，成立了帝国行政圈，斯特拉斯堡成为帝国西南部的上莱茵循环的一部分，主要负责供养军队监督造币、确保公共安全。
斯特拉斯堡自由市在三十年战争期间保持中立。1681年9月，斯特拉斯堡被法国国王路易十四夺取，这次吞并得到了1697年里斯维克和约的承认。1685年，路易十四公布《枫丹白露敕令》，宣布废除1598年的《南特敕令》，官方的宗教不宽容政策导致许多新教徒被逐出斯特拉斯堡和阿尔萨斯。斯特拉斯堡主教座堂也从路德会手中交给罗马天主教。德语的路德会大学一直坚持到法国革命，其中著名的学生有歌德和赫尔德。
法国革命期间，在1792年4月25日，鲁日·德·李尔在斯特拉斯堡市长德特里希家中进晚餐时，谱写了莱茵守军战曲（Chant de guerre de l'Armée du Rhin），即后来的法国国歌《马赛曲》。不过，法国革命也废除了斯特拉斯堡的自由市地位。激进的雅各宾俱乐部用铁腕手段统治该市，直到罗伯斯庇尔倒台后才被推翻。这段时期内许多教堂和修道院不是被摧毁就是被严重损坏。主教座堂损失了数百雕像（19世纪时又加以复制），并且提议要拆除教堂尖顶，因为它损害了平等原则。教堂尖顶保住了，不过市民们给它戴了一顶弗里吉亚无边便帽（现在早已丢失）。

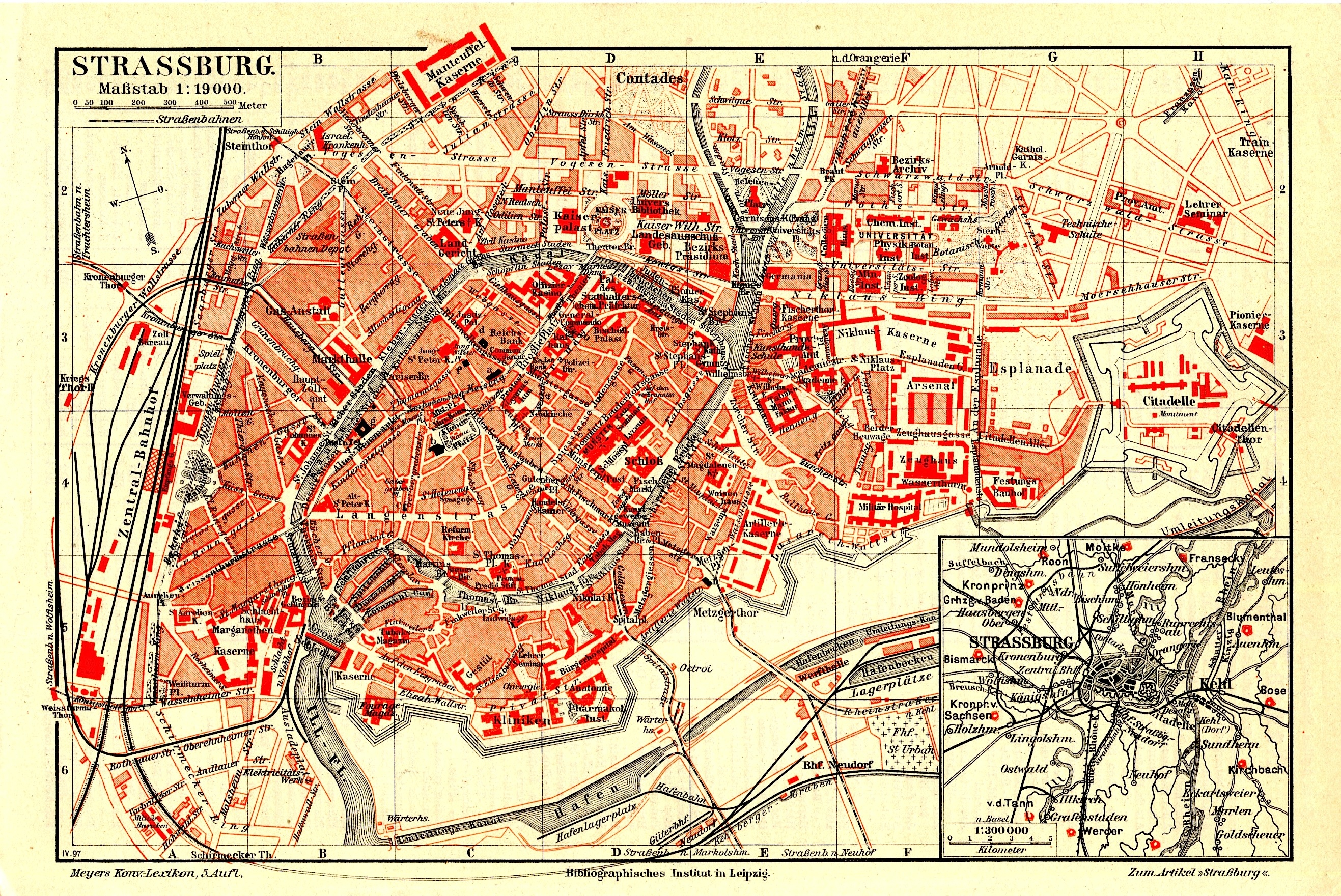
1888年地图

随着工商业的增长，该市人口在19世纪增长了三倍，达到15万人。在普法战争和斯特拉斯堡包围战期间，该市受到普鲁士军队的猛烈炮击。1870年8月24日，美术博物馆和市立图书馆被大火烧毁，市立图书馆位于哥特式的前多明我会教堂内，独家收藏中世纪手稿（包括著名的快乐花园）、罕见的文艺复兴时代书籍和古罗马文物。1871年战争结束后，根据《法兰克福条约》的规定，该市并入新成立的德意志帝国，成为阿尔萨斯-洛林的一部分。德国统治时期，斯特拉斯堡得到了重建，并新建了一个豪华的新城（Neue Stadt），包括一个新的博物馆和新的图书馆。在第一次世界大战中德国被击败，该市又被法国索回。
由于曾归属德国47年，斯特拉斯堡的法语有浓重的德语口音。纳粹党据此极力促使德国夺回这座城市。第二次世界大戰期间，1940年法国沦陷以后，该市再次被并入德国。納粹采取的第一项行动就是将大犹太会堂烧毁并夷为平地，该犹太会堂完成于1890年代末，曾是欧洲最大的犹太会堂之一，也是该市的标志建筑。在第一次世界大战中斯特拉斯堡未受到严重破坏，但在1944年受到了英美轰炸，大片地区被摧毁。 。1945年，法国军队再次开进斯特拉斯堡，这座城市又重新成为法国领土。今天，一条主要街道以解放日命名。
1920年，一个早期的跨国机构，萊茵河航運中央執委會从曼海姆迁到斯特拉斯堡。1949年，该市被选为歐洲理事會的所在地，1979年，斯特拉斯堡成为欧洲议会的所在地，尽管每个月只在斯特拉斯堡举行四天会议，其他主要事务则在布鲁塞尔处理。议会大厦建于1998年，是世界上最大的议会建筑。此前会议在歐羅巴宮举行，其不凡的内部结构已经为欧洲的电视观众所熟悉。1992年，德法合作的影视机构在斯特拉斯堡成立。
2000年，伊斯兰恐怖主义分子密谋在斯特拉斯堡主教座堂进行爆炸，被德国警察阻止。2001年7月6日，在一次露天音乐会上，突然有一棵大树倒地，造成13人身亡，近百人受伤。 

## 经济
斯特拉斯堡是法国东部的经济支柱之一，第二产业发达，种类繁多，第三产业以金融相关产业与商业研究和咨询的公司为主。2022年数据显示，斯特拉斯堡的高阶员工的平均月薪为3972欧元，低于法国平均水平4489欧元。中阶员工平均月薪为2455欧元，也低于法国平均水平2572欧元。一般职员的平均月薪为1798欧元，也低于法国平均水平1879欧元。
在传统上，斯特拉斯堡是一个典型的航运与贸易之城。在中世纪的汉撒同盟时代，斯特拉斯堡和美因茨、法兰克福一同作为莱茵河流域的主要港口而兴起。法国占领斯特拉斯堡以后，又在18-19世纪先后开挖了莱茵-马恩运河和莱茵-罗讷运河，均以斯特拉斯堡为起点，使它可以方便地通过水路到达巴黎和里昂，也成为法国与中欧地区进行贸易（主要是粮食贸易）的枢纽，酿酒业（包括葡萄酒和啤酒）和食品业（如香肠和鹅肝酱）也发展起来。该市至今是法国唯一大量消费啤酒的城市，同时也盛产法国葡萄酒（如里斯灵葡萄酒）。进入现代，上述两条运河因多小型闸门，已经不适于现代航运的需要。不过，莱茵河航运仍很重要，5000吨级的船舶可以从荷兰鹿特丹直航斯特拉斯堡。斯特拉斯堡自治港和巴黎自治港一同被列为法国最重要的2个内河港口。
斯特拉斯堡在19世纪末德意志帝国统治时期，现代工业开始得到发展（机械、电器、医药、食品）。在两次世界大战之间，斯特拉斯堡的经济发展受到影响。直到第二次世界大战后，该市经济才得到迅速发展，成为法国东部新兴工业中心。利用从马赛经里昂、斯特拉斯堡至德国卡尔斯鲁厄的输油管道，该市发展了炼油、合成橡胶等工业部门。
斯特拉斯堡还拥有两个产业聚集区，分别关于生物制药科学（Alsace Biovalley）以及未来交通工具（Véhicule du Futur）。
斯特拉斯堡的另一个主要经济部门是新兴的旅游业。作为世界遗产项目，该市旧城大岛地区众多的中世纪风貌的建筑，小法兰西的沿河风景和独特的木结构建筑，以及著名的圣诞集市，吸引了来自欧洲各地的众多游客来此观光。而作为欧洲联盟众多机构的所在地，斯特拉斯堡也从中获益匪浅，不仅在城北形成一片新兴的“欧洲区”，而且集中了欧洲各国的美食供人消费。

## 地理

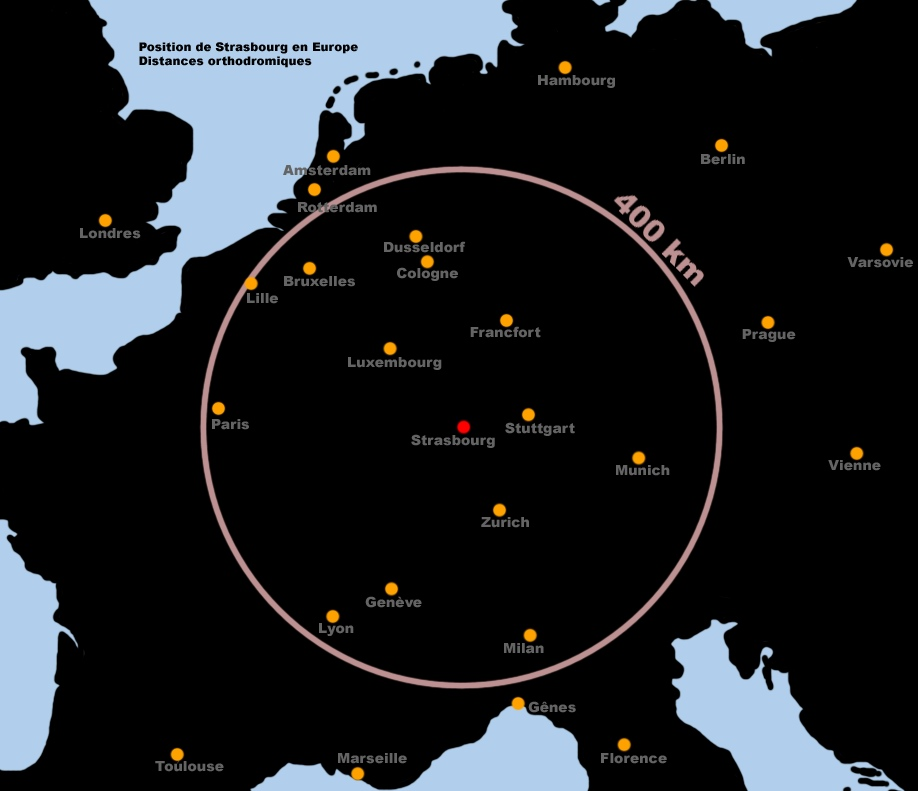
斯特拉斯堡与周边大城市的距离，白圈半径为400千米。

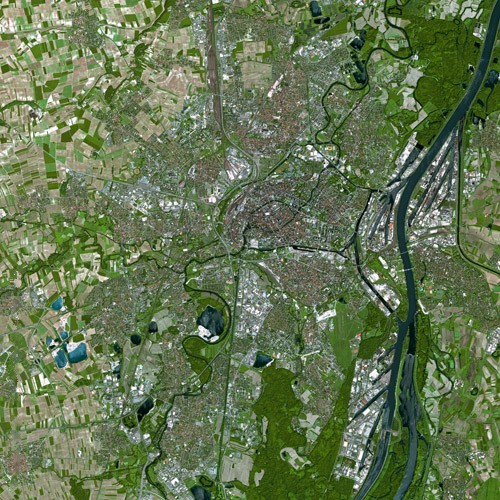
斯特拉斯堡俯瞰，SPOT卫星拍摄

史特拉斯堡地处法国东北与德国边境交界之处，主体市区位于莱茵河西侧。发源自汝拉山脉的伊尔河自西而东穿城而过，注入莱茵河。而莱茵河对岸就是德国城镇凯尔。尽管在法国地图上，斯特拉斯堡处于偏远的东北角，但在西欧的版图中，斯特拉斯堡占据了中心的位置，是西欧地区南北通道的重要一环。由斯特拉斯堡往南，通过索恩河谷与罗讷河谷地区可连向地中海地区。往北，则通过德国西部的海西山地直面北欧三岛。以直线距离计算，斯特拉斯堡与波罗的海、地中海和大西洋的距离是相等的，大约都是750千米。斯特拉斯堡到北海和亚得里亚海的距离也基本一样，都是500千米左右。

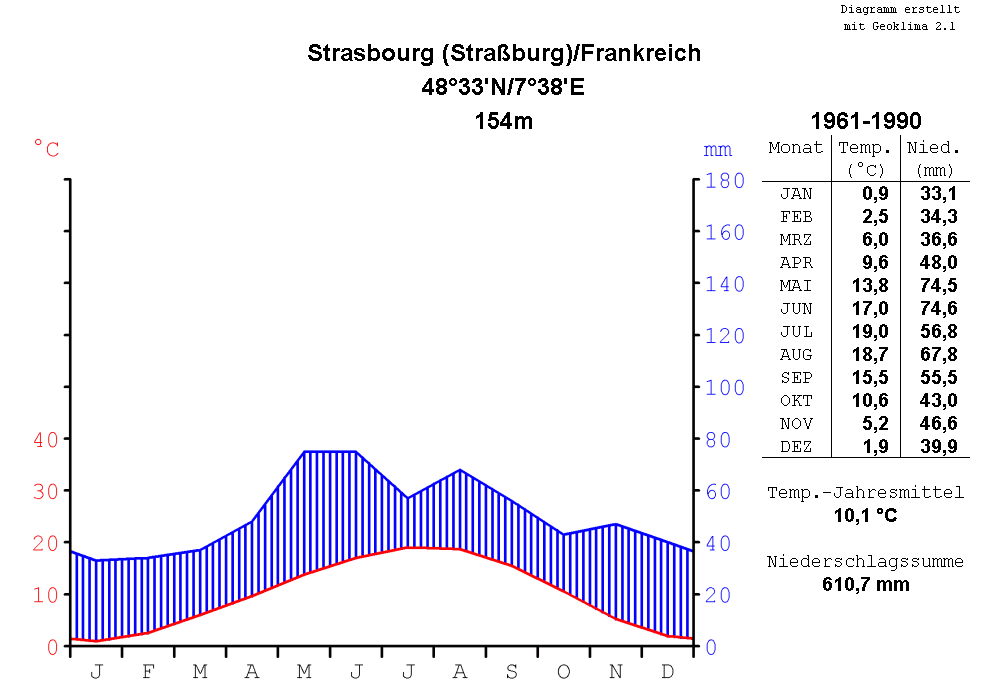
斯特拉斯堡气象资料

该市的气候类型属于温带半大陆性气候。由于城市本身位于莱茵河河谷，西面20千米就是孚日山脉，而东面25千米处就是黑森林。来自每个方向的风通常都会被这些天然屏障所阻挡，因此该市夏季温度很高。由于通风条件不佳，斯特拉斯堡也是法国空气污染最严重的城市 ，不过由于重工业的消失，以及在交通管制方面采取有效的措施，该市空气污染正在改善。
| 斯特拉斯堡 Entzheim (1971-2000) | 斯特拉斯堡 Entzheim (1971-2000) | 斯特拉斯堡 Entzheim (1971-2000) | 斯特拉斯堡 Entzheim (1971-2000) | 斯特拉斯堡 Entzheim (1971-2000) | 斯特拉斯堡 Entzheim (1971-2000) | 斯特拉斯堡 Entzheim (1971-2000) | 斯特拉斯堡 Entzheim (1971-2000) | 斯特拉斯堡 Entzheim (1971-2000) | 斯特拉斯堡 Entzheim (1971-2000) | 斯特拉斯堡 Entzheim (1971-2000) | 斯特拉斯堡 Entzheim (1971-2000) | 斯特拉斯堡 Entzheim (1971-2000) | 斯特拉斯堡 Entzheim (1971-2000) |
| 月份                            | 1月                             | 2月                             | 3月                             | 4月                             | 5月                             | 6月                             | 7月                             | 8月                             | 9月                             | 10月                            | 11月                            | 12月                            | 全年                            |
| ------------------------------- | ------------------------------- | ------------------------------- | ------------------------------- | ------------------------------- | ------------------------------- | ------------------------------- | ------------------------------- | ------------------------------- | ------------------------------- | ------------------------------- | ------------------------------- | ------------------------------- | ------------------------------- |
| 平均高温 °C（°F）               | 4.2 (39.6)                      | 6.2 (43.2)                      | 11.1 (52.0)                     | 14.9 (58.8)                     | 19.6 (67.3)                     | 22.4 (72.3)                     | 25.1 (77.2)                     | 25.0 (77.0)                     | 20.7 (69.3)                     | 14.6 (58.3)                     | 8.3 (46.9)                      | 5.3 (41.5)                      | 14.8 (58.6)                     |
| 平均低温 °C（°F）               | −1.0 (30.2)                     | −0.7 (30.7)                     | 2.2 (36.0)                      | 4.6 (40.3)                      | 9.0 (48.2)                      | 12.1 (53.8)                     | 13.9 (57.0)                     | 13.6 (56.5)                     | 10.3 (50.5)                     | 6.6 (43.9)                      | 2.3 (36.1)                      | 0.3 (32.5)                      | 6.1 (43.0)                      |
| 平均降水量 mm（）               | 30 (1.2)                        | 35 (1.4)                        | 36 (1.4)                        | 43 (1.7)                        | 78 (3.1)                        | 77 (3.0)                        | 66 (2.6)                        | 58 (2.3)                        | 62 (2.4)                        | 53 (2.1)                        | 50 (2.0)                        | 45 (1.8)                        | 631.4 (24.86)                   |
| 月均日照時數                    | 54                              | 83                              | 132                             | 170                             | 206                             | 206                             | 224                             | 232                             | 157                             | 84                              | 51                              | 35                              | 1,633                           |
| 来源：Météo France              |                                 |                                 |                                 |                                 |                                 |                                 |                                 |                                 |                                 |                                 |                                 |                                 |                                 |

## 主要景点

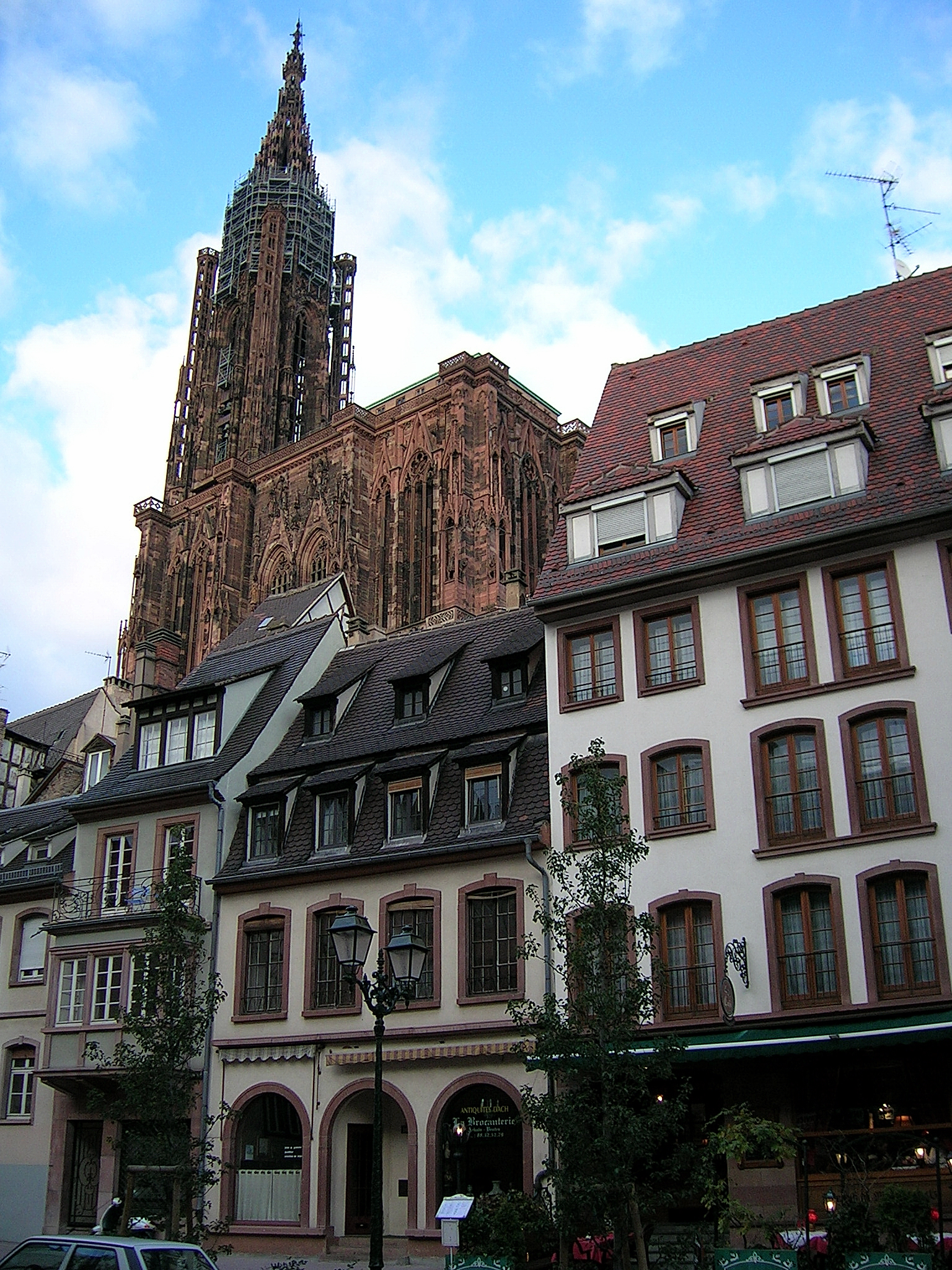
斯特拉斯堡老城和主教座堂的尖顶

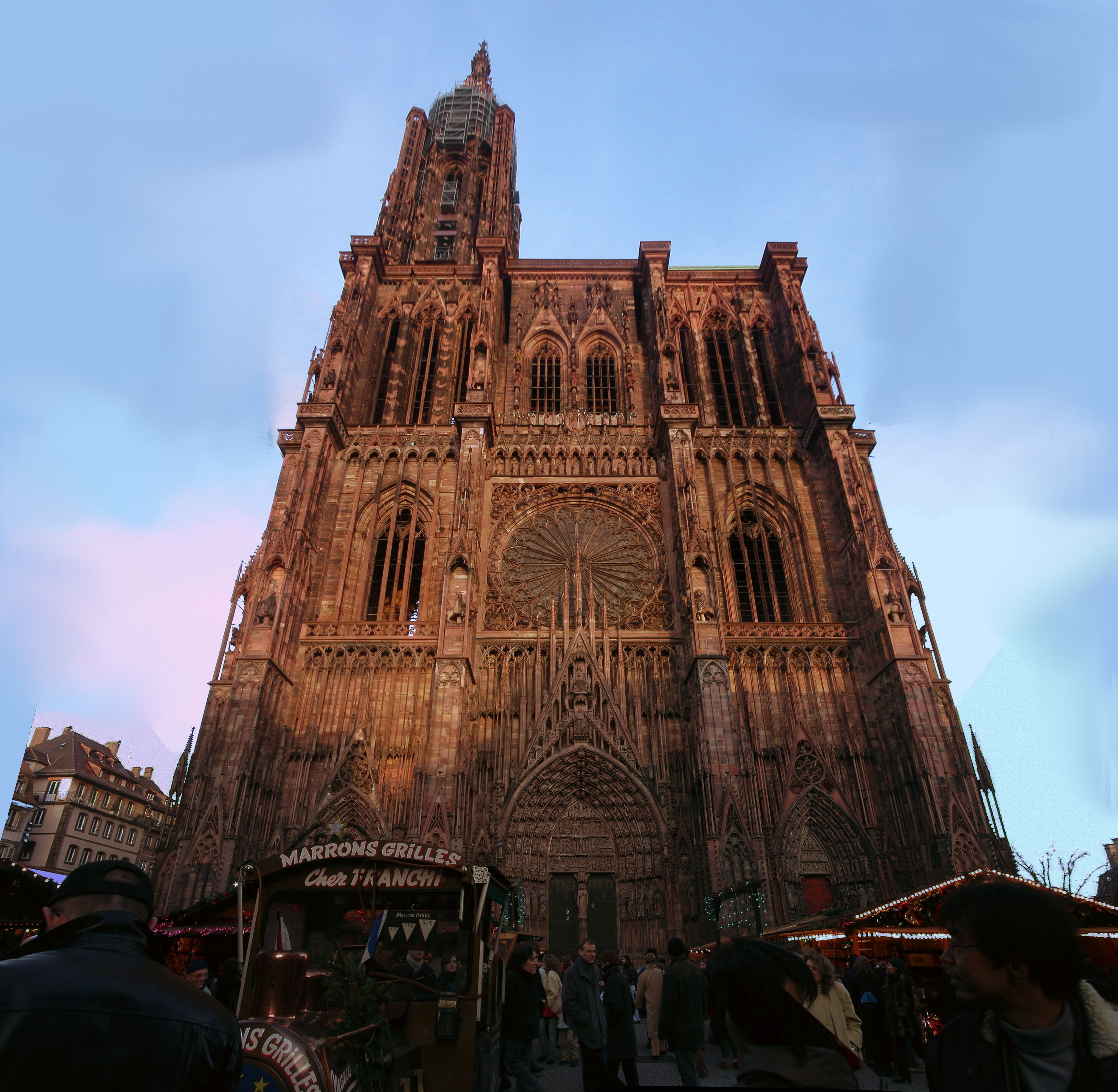
斯特拉斯堡主教座堂

### 建筑
斯特拉斯堡最著名的建筑是哥特式的主教座堂（用砂岩建造，有著名的斯特拉斯堡天文钟），以及中世纪莱茵兰地区黑白木构架建筑的街景——特别是在沿着伊尔河的小法兰西区，以及主教座堂周围中世纪风格的街道和广场（如座堂广场、圣艾蒂安广场）。
除了主教座堂以外，斯特拉斯堡还有几座中世纪教堂历经多次战争仍然幸存至今：罗马式的圣斯德望教堂，一部分在1944年被英美空袭炸毁；罗马式与哥特式结合的巨大的圣多马教堂，有斯伯曼制作的管风琴 ，莫扎特和史怀哲曾在此演奏；哥特式的新圣彼得新教教堂，其地下室可以追溯到5世纪，而回廊始建于11世纪；哥特式的圣威廉教堂，有早期文艺复兴式彩色玻璃；哥特式的圣约翰教堂；新哥特式的老圣彼得天主教堂和老圣彼得新教教堂相互毗邻并且相互垂直，有一些15世纪木制彩绘祭坛，现在毁坏的教堂用于举办展览。
在众多的中世纪建筑中，旧海关相当突出。
德国文艺复兴为该市留下了一批醒目的建筑物，如位于谷登堡广场的前市政厅；法国巴洛克和古典主义建筑包括数座宫殿，如、双桥府邸和等。斯特拉斯堡最大的巴洛克建筑是1720年代的济贫院。法国新古典主义风格的建筑物则以布罗伊广场的斯特拉斯堡歌剧院为代表。德国皇帝威廉一世统治时期，为斯特拉斯堡的德国区留下了一批质量上乘的折衷主义建筑，宽阔的林荫大道整齐划一，街道两边建筑坚固、尺度巨大，建筑风格混合了5个世纪以来欧洲各种建筑风格，以及新埃及、新希腊、新巴比伦风格。前皇宫最为政治化，但当时最富丽堂皇的建筑是带有多重直角塔楼的蓬托尼埃国际学校（女校），和拥有华丽彩绘砖立面、木器和花饰陶器的装饰艺术学院。德国区的著名街道包括黑森林大街、孚日大街、阿尔萨斯大街、马赛大街、自由大街、福煦路和霞飞路等等，著名广场则包括共和国广场、大学广场等。在重修的要塞路能发现1880年代普鲁士军事建筑的重要实例，尺度巨大的要塞，命名为战争门（Kriegstor）。  
在现代建筑方面，斯特拉斯堡拥有一些精美的新艺术运动建筑，如巨大的节日宫（Palais des Fêtes）和一些别墅住宅。在第二次世界大战以后功能建筑的实例中，位于范围广阔的欧洲区（Quartier Européen），由理查德·罗杰斯设计的欧洲人权法院无疑是最壮观的。其他著名的现代建筑有市立音乐与舞蹈学校、现代与当代艺术博物馆，以及位于市郊的有轨电车终点站和停车场。
该市还有一些美丽的桥梁，其中最引人入胜的是拥有4座古塔的中世纪的廊桥（Ponts Couverts），近旁就是17世纪沃邦拦河坝（沃邦要塞的一部分）。其他美丽的桥梁还有19世纪华丽的桥（石桥）和奥弗涅桥（铁桥），以及莱茵河上未来派的步行桥（Passerelle，2004年开放）。

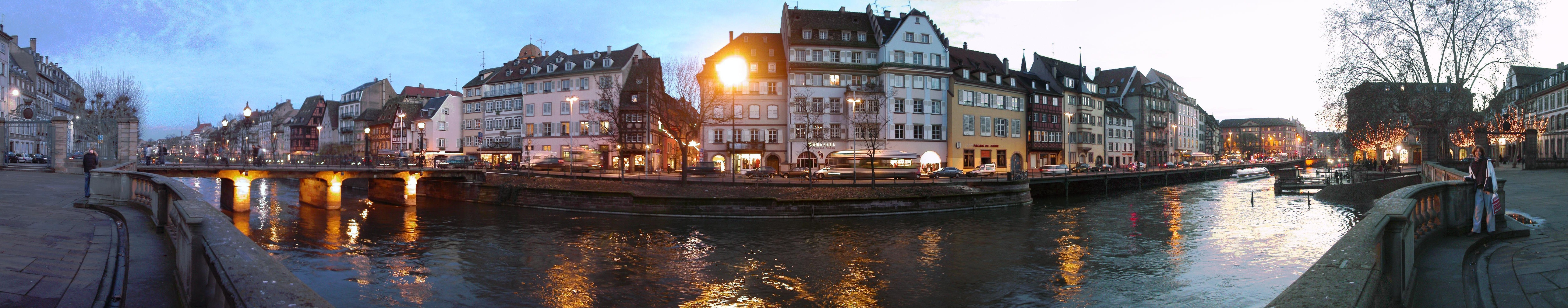
斯特拉斯堡市景：隔伊尔河望巴特利耶码头，2005年1月摄

### 公园
斯特拉斯堡的特征之一是拥有众多一流的公园，其中有一些有相当的历史文化价值。柑橘园呈现显著的法国花园特色，内有一个新古典主义的城堡和一个小型动物园；城堡公园，17世纪的要塞矗立在莱茵河畔；普塔莱斯公园属于英国风格，是现代雕塑的露天博物馆，园内有一座新巴洛克式的普塔莱斯城堡（现为席勒国际大学）。植物园成立于德国统治时期，靠近斯特拉斯堡天文台，建于1881年，还保存着一些当时的温室。孔塔德公园虽然是该市最古老的公园，不过在二战后已经彻底重建。公园属于未来派，是1990年代末欧洲公园概念的实例。两岸花园（Jardin des deux Rives）横跨莱茵河两岸的斯特拉斯堡和凯尔，是最新开放（2004年）、也是面积最大（60 公顷）的公园。

### 博物馆
作为一个规模较小的城市，斯特拉斯堡拥有的博物馆数量堪称巨大：美术博物馆收藏弗朗西斯科·戈雅、鲁本斯、范戴克、格列柯等人的名画；圣母院博物馆位于主教座堂旁，收藏中世纪和文艺复兴时期原稿、彩色玻璃；装饰艺术博物馆收藏18世纪家具和瓷器） ；动物学博物馆是法国最古老的一座，特别以鸟类种类众多闻名）；“大船”是特别为儿童设计的科技中心）；此外还有莱茵河航运博物馆；巴斯德博物馆；古埃及博物馆等。还可以看到著名的法国号（自中世纪起每晚10时命令犹太人出城）。

## 人口统计
| 年份   | 人口   |
| ------ | ------ |
| 1684年 | 22000  |
| 1789年 | 49943  |
| 1851年 | 75565  |
| 1871年 | 85654  |
| 1910年 | 178891 |
| 1921年 | 166767 |
| 1936年 | 193119 |
| 1946年 | 175515 |
| 1954年 | 200921 |
| 1962年 | 228971 |
| 1968年 | 249396 |
| 1975年 | 253384 |
| 1982年 | 248712 |
| 1990年 | 252338 |
| 1999年 | 264115 |
| 2004年 | 273100 |

斯特拉斯堡都会区人口有65万人，而包括对岸的德国城市在内的整个欧洲区共拥有868,000名居民。
斯特拉斯堡居民的种族构成为：法兰西人占86%，此外为德意志人及其他国籍人士。该市同时流行法语和阿尔萨斯语，街道上亦同时使用这两种语言的路牌。而在烹饪方面，也是同样流行法国大菜和德国菜式。居民中65%信仰天主教，23%信仰新教，7.5%信仰伊斯兰教，4.5%信仰犹太教。

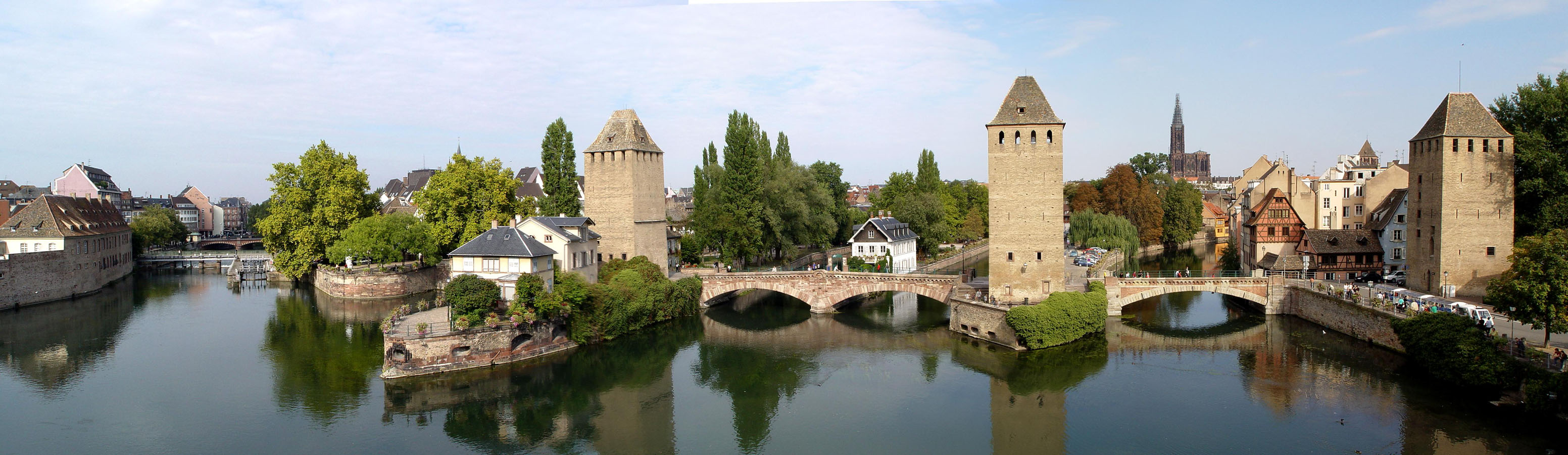
沃邦拦河坝全景，前景是中世纪的盖顶桥（第四座塔隐蔽在左侧的树林中），远处是主教座堂

## 文化
斯特拉斯堡在音乐和戏剧方面有一些获得国际声誉的机构：斯特拉斯堡爱乐乐团管弦乐队、斯特拉斯堡国家剧院、莱茵省国家歌剧院、斯特拉斯堡打击乐团，每年还举行古典音乐节和现代音乐节。

## 教育

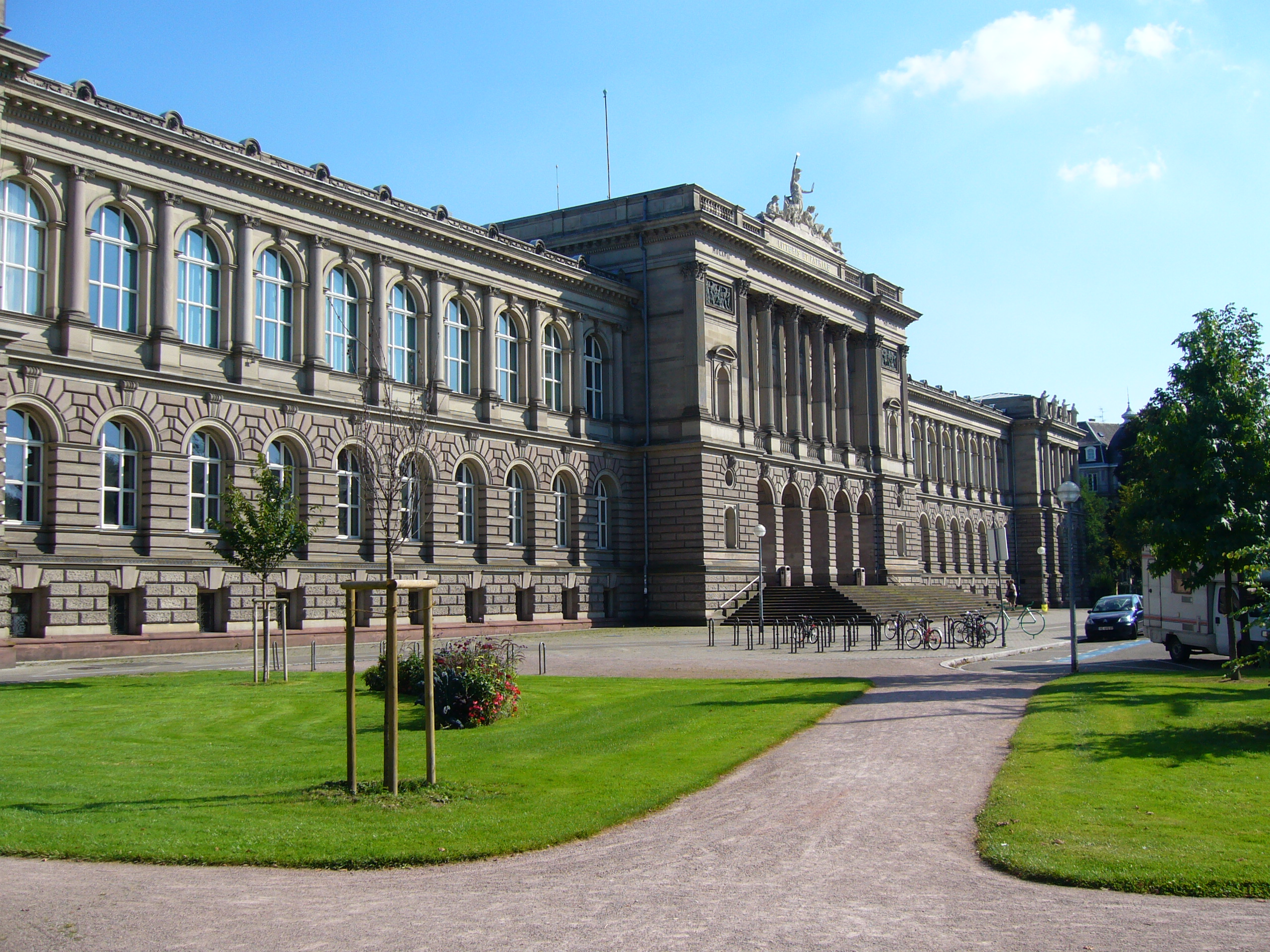
斯特拉斯堡大学

斯特拉斯堡是一个人文主义的中心，拥有长期的高等教育的历史，结合了法国和德国知识分子的传统。尽管1683年斯特拉斯堡被并入法兰西王国，在18世纪它仍与德语国家的知识界联系密切，大学也吸引了许多来自神圣罗马帝国的学生，歌德和梅特涅都在斯特拉斯堡接触的法学院学习法律。今天，斯特拉斯堡大学被认为是巴黎以外最好的法国大学。
斯特拉斯堡现有1所综合性大学，即斯特拉斯堡大学。它最早成立于1538年，前身为德国让·斯图尔姆文理中学，后者于1566年升为学术院，1621年改建为大学。受“五月风暴”运动影响，1971年斯特拉斯堡大学被划分成3所大学：斯特拉斯堡第一大学（路易·巴斯德大学）、斯特拉斯堡第二大学（马克·布洛克大学）和斯特拉斯堡第三大学（罗伯特·舒曼大学），享有盛誉的斯特拉斯堡政治科学学院是罗伯特·舒曼大学的一部分。2009年1月1日，3所学校重新合并为斯特拉斯堡大学。
国家行政学院（ENA）的校园位于斯特拉斯堡（过去位于巴黎），该校培养了法国大部分高级文官。高等装饰艺术学院（ESAD）是一所在欧洲享有声望的艺术学院。 
国际航天大学（ISU）的永久校园位于斯特拉斯堡以南。

## 交通

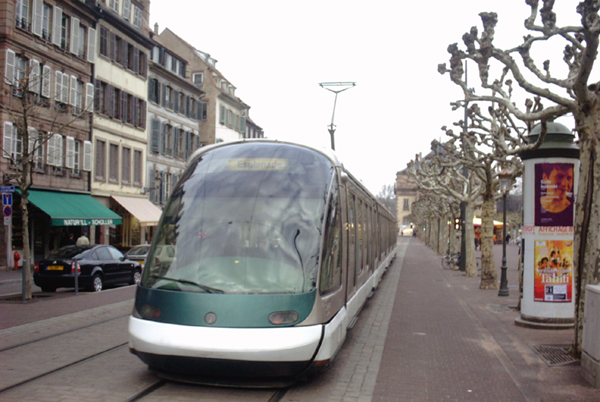
斯特拉斯堡輕軌

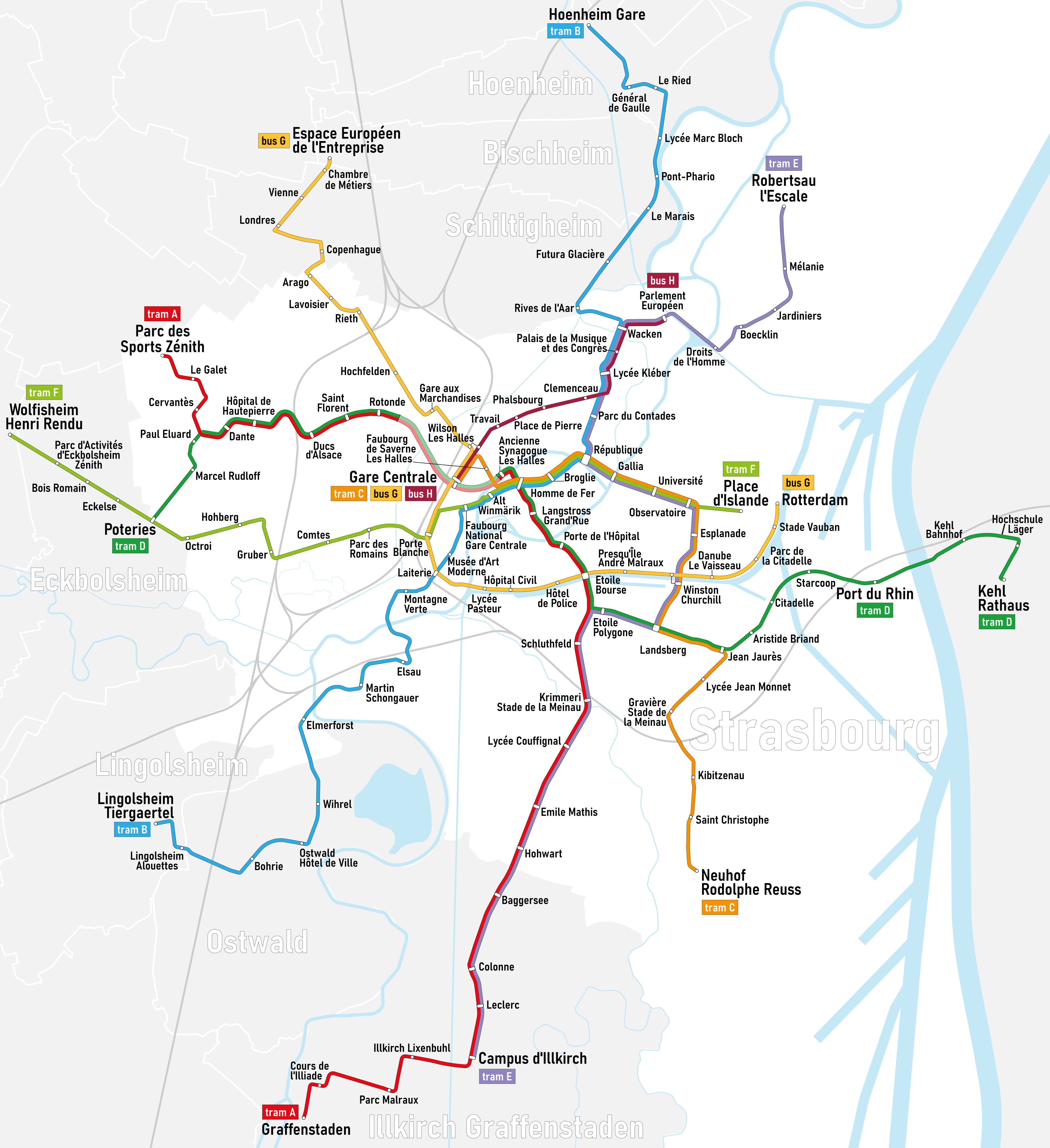
史特拉斯堡輕軌路線圖

斯特拉斯堡可以利用法国和德国2国的高速公路网。经由法国高速公路网，往西、北方向可以通过、和高速公路前往巴黎、阿姆斯特丹、布鲁塞尔、卢森堡、波恩；向南可以通过A6高速公路经牟罗兹通往意大利和西班牙。从斯特拉斯堡不到15分钟就可由凯尔进入德国高速公路网，方便地到达汉堡、法兰克福、慕尼黑、日内瓦和米兰。 
斯特拉斯堡国际机场距离市中心仅有10公里，从德国城市巴登-巴登和卡尔斯鲁厄在1小时30分钟之内均可到达。从这里到巴黎、里昂和德国各大城市都只有不到1小时的飞机航程。 
史特拉斯堡擁有一個發達的輕軌系統－史特拉斯堡輕軌，包含6條路線，總長65公里，連結了舊城區、火車站、郊區住宅及歐洲議會區。過去，1878年至1960年斯特拉斯堡曾經擁有有轨电车。
斯特拉斯堡于2007年开通了东部高速铁路，与欧洲的高速铁路网相连，巴黎和斯特拉斯堡之间的火车运行所需时间缩短到了2个半小时。莱茵河-罗讷河高速铁路也已于2011年底通车，它使得斯特拉斯堡前往里昂的旅途时间缩短至3小时。

## 欧洲角色
斯特拉斯堡驻有欧洲联盟许多重要的机构，包括欧洲委员会、欧洲人权法院、欧洲委员会反腐败国家集团、欧洲视听观察组织，以及最著名的欧洲议会。斯特拉斯堡还是欧洲军团的总部，以及莱茵河航运中央执委会、欧洲药典委员会 和法-德Arte影视机构。
法国和德国成立了一个跨莱茵河的欧洲区，包括大斯特拉斯堡和巴登-符腾堡州的奥特瑙县，设立了一些共同的管理部门。该地区的总人口为868,000。 

## 名人
按照历史顺序，出生于斯特拉斯堡的名人包括：路德维希一世、古斯塔夫·多雷、汉斯·贝特、阿尔塞纳·温格等。
按照历史顺序，著名的常住斯特拉斯堡的名人有：约翰内斯·谷登堡、加尔文、歌德、克莱门斯·梅特涅、路易·巴斯德、卡尔·费迪南德·布劳恩、阿尔布雷希特·科塞尔、格奥尔格·齐美尔、史怀哲、奥托·克伦佩勒、阿尔韦托·藤森等。

## 友好城市
- 美国波士顿（1960年）
- 英格兰莱斯特（1960年）
- 德国斯图加特（1962年）
- 德国德累斯顿（1990年）
- 以色列拉马特甘（Ramat Gan）（1991年）
- 土耳其伊斯坦布尔
- 海地雅克梅勒
- 俄罗斯诺夫哥罗德（1997年）
- 摩洛哥非斯

### 引用
1. ↑  . INSEE. 2007  [2011-05-08]. （原始内容存档于2013-09-27） （法语）.
2. ↑  . Web.archive.org.   [5 April 2011]. （原始内容存档于2008-04-20）.
3. 1 2 3  Jean-Jacques Hatt. . Presses Universitaires de Lyon. 1993. ISBN 9782729704711 （法语）.
4. ↑  P.-J. Fargès-Méricourt. . Impr. F.-G.Levrault. 1828 （法语）.
5. ↑  .   [2007-04-03]. （原始内容存档于2007-04-10）.
6. ↑  .   [2007-04-03]. （原始内容存档于2007-02-08）.
7. ↑  马克·布洛克大学：斯特拉斯堡
8. ↑  [永久]（法文）
9. ↑  . www.investir-strasbourg.org.   [2011-05-08]. （原始内容存档于2011-09-25） （法语）.
10. ↑  . www.journaldunet.com.   [2024-12-21]. （原始内容存档于2025-05-08）.
11. ↑  . www.investir-strasbourg.org.   [2011-05-08]. （原始内容存档于2011-04-27） （法语）.
12. ↑  .   [2007-04-03]. （原始内容存档于2004-11-30）.
13. ↑  导论 的存檔，存档日期2010-12-04.
14. ↑  .   [2007-04-03]. （原始内容存档于2007-03-24）.
15. ↑  .   [2007-04-03]. （原始内容存档于2007-05-10）.
16. ↑  .   [2007-04-03]. （原始内容存档于2009-04-06）.
17. 1 2  欧洲区 的存檔，存档日期2008-05-04.
18. ↑  . CTS.   [2021-04-19]. （原始内容存档于2021-12-04）.
19. ↑  .   [2007-04-03]. （原始内容存档于2007-04-05）.